# 濾胞樹状細胞
濾胞樹状細胞 (ろほうじゅじょうさいぼう、英: follicular dendritic cell、FDC) とはリンパ小節の胚中心に存在する間質細胞。
抗原を捕捉するが、細胞内には取り込まず細胞表面に保持する。T細胞に抗原を提示するいわゆる樹状細胞と異なり、保持した抗原によりB細胞と相互作用する。造血幹細胞には由来しておらず、MHC II も発現していない。